# 한가쿠 고젠
한가쿠 고젠(일본어: 板額 御前, 생몰년 미상)은 일본 헤이안 시대 말기에서 가마쿠라 시대 초에 걸쳐 활약한 일본의 여성 무사이다. 일본 역사상 드문 여무예자로, 예로부터 토모에 고젠(巴御前)과 함께 여걸의 대명사로 꼽혀왔다. 문헌에 따라 坂額 또는 飯角 등으로도 기록되어 있다.
한가쿠는 헤이시의 일족인 에치고국의 유력한 호족인 조씨(城氏) 출신이나 겐페이 전쟁으로 몰락했다. 이후 1201년, 조카인 조 스케모리(城資盛)가 겐인의 난(建仁の乱)을 일으키자 합류하여 분전했다.
반란은 실패로 끝나고 한가쿠는 포로가 되어 가마쿠라로 압송되었다. 그러나 당시 막부의 수반인 미나모토노 요리이에 앞에서도 당당한 태도를 보여 이에 감명받은 아사리 요시토오(浅利義遠)가 요리이에에게 청하여 한가쿠를 부인으로 맞이했다.

## 생애
죠 씨(城氏)는 에치고국(越後国)의 유력 호족이자 헤이케(平家) 지지세력이었는데 지쇼-주에이의 난(治承・寿永の乱)을 거치며 거의 몰락해 버렸다. 《아즈마카가미》(吾妻鏡) 겐닌(建仁) 원년(1201년)조에는 에치고 국에서 한가쿠의 조카에 해당하는 죠 스케모리(城資盛, 스케나가의 아들)의 거병이 언급되어 있는데(겐닌의 난) 이는 한가쿠의 오빠인 나가모치(長茂, 스케모치資茂라고도 한다)의 가마쿠라 막부 타도 계획에 호응한 것으로 나가모치 자신은 얼마 못 되어 교토에서 잡혀 죽었으나, 스케모리는 군사 요충지인 도리사카 성(鳥坂城)에서 수성전을 벌이며 고케닌(御家人) 사사키 모리쓰나(佐々木盛綱) 등의 막부측 토벌군을 고전하게 했다.
한가쿠는 스케모리 편에서 막부군과 맞서 분전했다. 《아즈마카가미》에는 「여성의 몸임에도 불구하고 백발백중의 무예가 그 아비나 오라비를 능가하였으니 사람마다 기이해하고 특이하다 하였다. 합전에서는 나날이 뛰어난 군략을 펼쳤으며, 사내와 같이 상투를 틀고 복대를 두르고 성루 위에 있으면서 습격해 오는 무리들을 쏘았다. 명중하는 것마다 죽지 않는 것이 없었다.」라고 기록되어 있다.
그러나 최종적으로 후지사와 기요치카(藤沢清親)가 쏜 화살에 양쪽 다리를 맞고 사로잡혀 포로가 되었으며, 이와 동시에 반란군은 무너져버렸다. 한가쿠는 가마쿠라로 압송되어 2대 쇼군(将軍) 미나모토노 요리이에(源頼家)의 면전으로 불려갔는데, 전혀 두려워하는 기색이 없어 막부의 노련한 장수들조차 놀랄 정도였다. 그러한 태도에 깊이 감명을 받은 가이 겐지(甲斐源氏) 일족의 아사리 요시토오(浅利義遠, 요시나리義成라고도)가 요리이에에게 요청해 그녀를 자신의 아내로 맞는 것이 허락되었다.
한가쿠는 요리토오의 아내가 되어 가이국(甲斐国)으로 이주해, 그곳에서 여생을 보냈다고 한다. 요시토오가 본거지로 삼고 있던 일본의 야마나시현(山梨県) 주오 시(中央市) 아사리(浅利)에 가까운 후에후키시(笛吹市) 가가미가와 정(境川町) 오쿠로사카(小黒坂)에 한가쿠 고젠의 무덤이라 전하는 한가쿠즈카가 있다.
같은 시대에 기록된 《아즈마카가미》에는 「용모로만 보자면 매우 능원(陵園)의 배필답다(但於顏色殆可配陵薗妾)」, 「그녀의 용모는 여자답기는 하나 그 마음의 무용(武勇)을 보자면」 등 미인 축에는 드는 것으로 표현되어 있으나, 《대일본사》(大日本史) 등 후세의 기록에서는 미인이 아닌 것으로 취급되기도 했는데, 이는 미모와 무용(활을 다룰 정도의 튼실한 근육을 지닌)이 서로 이미지 매칭이 되지 않는 표현이라며 오해를 받았기 때문으로 해석된다.
한가쿠가 태어난 곳이라 전하는 구마노 와카미야 신사(熊野若宮神社, 니가타현 다이나이시 한가쿠飯角 소재)에 도리사카 성 전투 800주년 기념비가 세워졌다.
일설에 한가쿠의 키는 여섯 자 두 치(약 188 cm)였다고 한다.